# Rio Rocky
O Rio Rocky é um rio menor no Parque Nacional Kahurangi, na Ilha do Sul da Nova Zelândia.
Ele desagua no rio Slate, que por sua vez desagua no rio Aorere.